# Cantilena

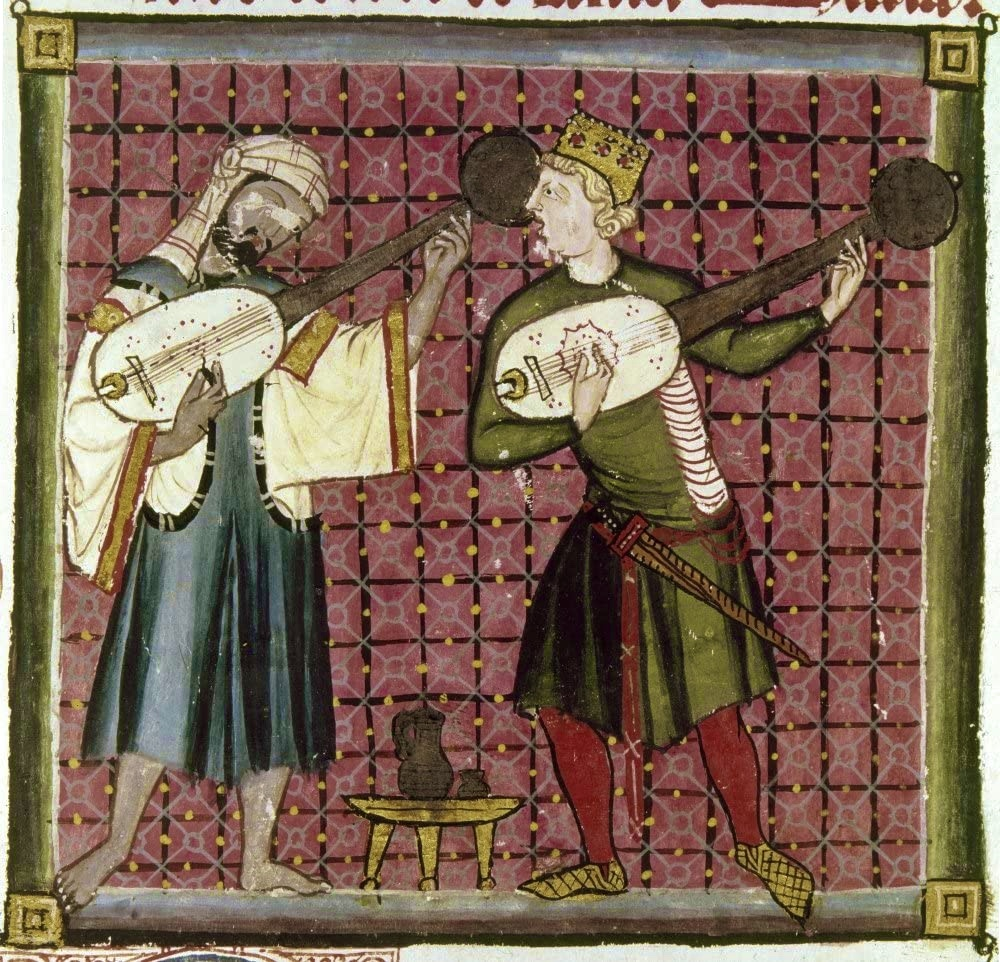
Los juglares de la Edad Media popularizaron las cantilenas a través de su repetición y representación en diferentes núcleos urbanos y rurales

Una cantilena es una canción sencilla y repetitiva.
La Real Academia Española, en el tomo segundo del Diccionario de autoridades (de 1729), propone la siguiente definición:

Cantar, o copla, que se hace para cantarse repetidamente. Y aunque en este sentido estuvo recibida esta voz, ya comúnmente se toma por cantar despreciable, y principalmente por los que cantan a los muchachos, motejándolos su flojedad y descuido en el estudio, para incitarlos, con la vergüenza, a que se corrijan y enmienden. [...] Es voz latina, cantilena.

Cantilena: cantar, copla, composición poética breve hecha generalmente para que se cante.
Elías Zerolo, en su Diccionario enciclopédico de la lengua castellana (1895)

Aniceto de Pagés, autor del Gran diccionario de la lengua castellana, autorizado con ejemplos de buenos escritores antiguos y modernos (de 1902), reúne autoridades para fijar el uso del vocablo «cantinela». Así, toma de Diego Gracián la frase: «Charlatanes y truhanes, ni sus cantinelas», y de Antonio de Solís, los versos: «Contra esas cantinelas / Que el dios Baco inventó».
Los musicólogos, lejos de usar la voz «cantilena» para definir una molestia reiterada, describen con ella el tipo de canción o melodía que, durante el Medioevo, era integrada en el canto litúrgico o en la canción profana. Más específicamente, una cantilena era, entre los siglos XIII y XV, una canción polifónica, en particular la chanson francesa. Más o menos durante el mismo periodo, los ingleses empleaban la palabra para identificar piezas a tres voces con textos religiosos escritos en lengua latina. Por extensión, desde el siglo XIX el vocablo «cantilena» sirve para designar una melodía vocal lírica.
El género literario medieval francés era una canción en lengua vulgar al mismo tiempo lírica y narrativa. La más antigua es la Cantilena de Santa Eulalia en pareados asonantes; otras fueron la Cantilena de San Farón y la de Guillaume, que no se ha conservado.